# Beatriz de Palacios
Beatriz de Palacios, también conocida como La Parda, fue una soldado y enfermera afro-española conocida por su labor durante la Conquista de México. La describen los historiadores Francisco Cervantes de Salazar y Juan de Torquemada.

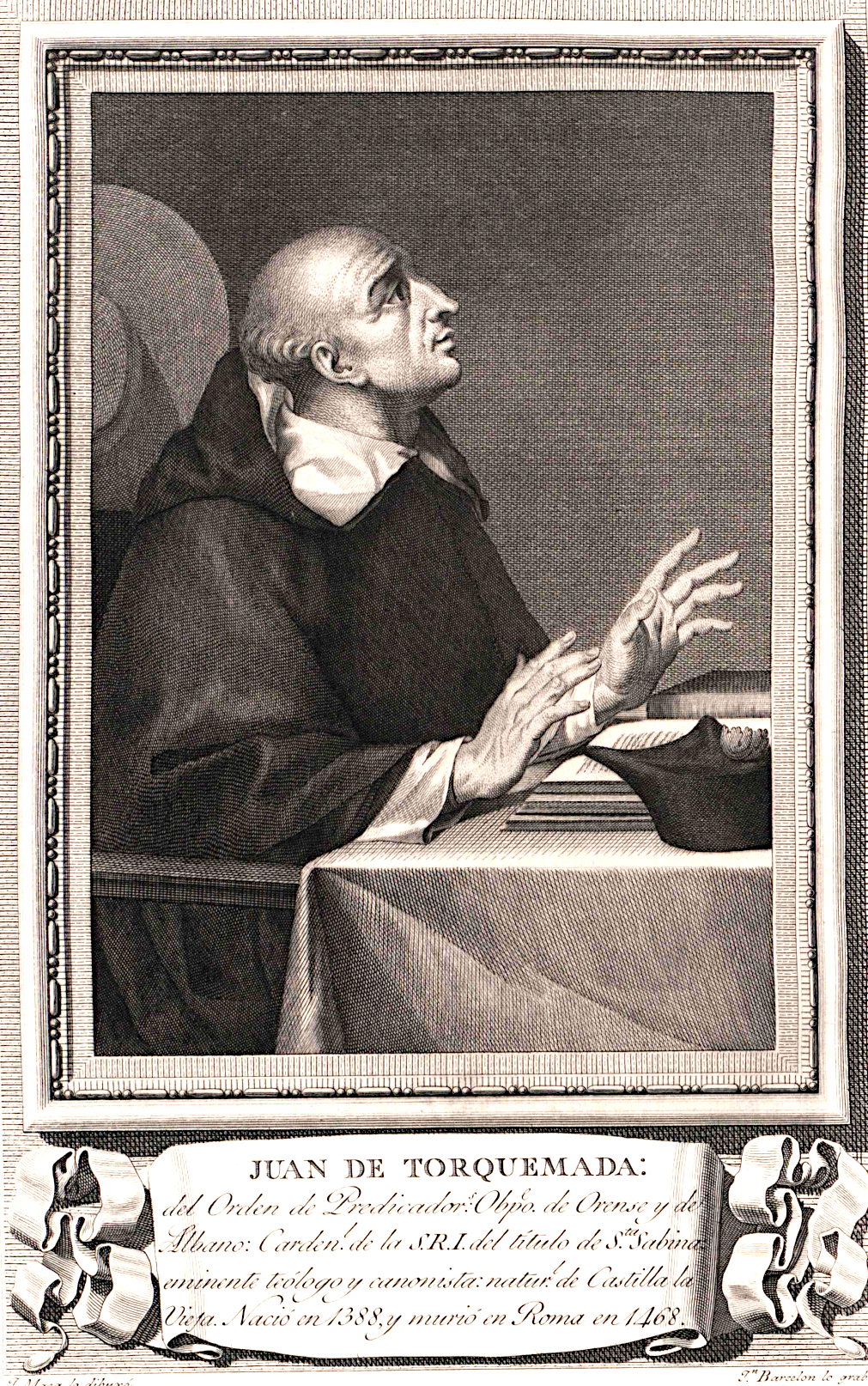
En su Monarquía Indiana Fray Juan de Torquemada escribió sobre Beatriz de Palacios

## Biografía
Era mulata, y de ahí el apodo. Fue una de los primeros afrodescendientes en establecerse en el Nuevo Mundo. Tras llegar de Cuba junto con la tropa de Pánfilo de Narváez en 1520, se unió a la expedición de Hernán Cortés al lado de su esposo, Pedro de Escobar. Palacios fue enfermera subordinada de Isabel Rodríguez, pero también tomó las armas y combatió, a menudo repartiéndose las guardias con su marido. Aparte de eso, ejerció de furriel, armera, forrajeadora, cocinera, moza de cuadra y cualquier otra función que fuera necesaria.
Sirvió admirablemente durante la Noche Triste, ayudando a repeler ataques mientras los españoles evacuaban Tenochtitlan, y más tarde tuvo oportunidad de devolver el golpe durante el sitio de la ciudad, al lado de varias de sus compañeras. Palacios y su esposo sobrevivieron a la conquista y se establecieron en Cuba en tiempos de paz.